# Aecio (filósofo)
Aecio (en griego antiguo, Ἀέτιος; en latín, Aetius) fue un filósofo peripatético del siglo I o siglo II a. C.

## Obras
Ninguna de las obras de Aecio ha llegado hasta nosotros, pero su figura resuelve un misterio sobre dos grandes recopilaciones de citas filosóficas. Son dos libros conservados llamados Placita philosophorum y Eclogae Physicae; el primero de los cuales procede del Pseudo Plutarco mientras que el segundo es de Estobeo. Ambos son claramente versiones abreviadas de una obra de mayor tamaño. El helenista alemán Hermann Alexander Diels, en su gran estudio Doxographi Graeci, descubrió que el teólogo del siglo V Teodoreto tuvo versiones completas de las citas que estaban abreviadas en los dos compendios. Esto significa que Teodoreto se las arregló para procurarse el libro original que tanto el Pseudo Plutarco como Estobeo habían resumido. Teodoreto llama a este libro Aetiou tên peri areskontôn sunagôgên y, por todo ello, atribuimos los Placita originales a Aecio.
Diels sostuvo que el propio Aecio se limitó a compendiar una obra a la que Diels llamó Vetusta placita («opiniones, o dogmas, más viejos»). A diferencia de Aecio, cuya existencia está asegurada por Teodoreto, los Vetusta placita son una invención de Diels y la mayoría de los filólogos clásicos la descartan; por ejemplo, la Cambridge History of Hellenistic Philosophy de 1999.
Las citas que se atribuyen a Aecio en los trabajos académicos se descubrieron en realidad en los compendios, ora de Pseudo Plutarco, ora de Estobeo, o bien, en algunos casos, en las citas completas de Teodoreto o, en fin, en alguno de los muchos autores antiguos que hicieron correcciones en las citas erróneas de alguna de las obras mencionadas.